# 테고마스의 노래
《테고마스의 노래》(テゴマスのうた 테고마스노우타[*])는 테고마스의 1번째 정규 음반이다.

## 해설
- 통상반·초회 생산 한정반의 2형태 발매.
- 초회 생산 한정반은, 24P 소책자.
- 통상반은 12P 자켓.
- 〈칠석제〉는 수록되지 않았다.
- DVD 수록 내용

･〈함께 쓴 우산〉 발매 LIVE 이벤트 2008.06.17
1. ミソスープ / 미소수프
2. もしも僕がポチだったら・・・ / 만약 내가 포치였다면・・・
3. 僕らのうた / 우리들의 노래
4. アイアイ傘 / 같이 쓴 우산
5. キッス～帰り道のラブソング～ / 키스~돌아오는 길의 러브송~
6. 오프숏

・Tegomass in Sweden 2006.11.13-11.16

## 수록곡

### 초회 생산 한정반
1. ミソスープ / 미소수프
작사: zopp / 작곡·편곡: Shusui, Stefan Aberg
2. キッス～帰り道のラブソング～ / 키스~돌아오는 길의 러브송~
작사: zopp / 작곡: 모리모토 코스케 / 편곡: h-wonder
3. たったひとつだけ / 단 하나만
작사: PA-NON / 작곡: 키무라 아츠시 / 편곡: DANCE☆MAN
4. 夏への扉 / 여름으로의 문
작사·작곡: 사쿠라이 히데토시(from 마고코로 브라더스) / 편곡: 이와타 마사유키
5. What's going on？
작사: MISAKI / 작곡: 와타타쿠 / 편곡: 무라야마 신이치로 / 코러스 어레인지: 사사키 쿠미
6. くしゃみ / 재채기
작사: RYOKa / 작곡: 이즈미 노리타카 / 편곡: 하야시베 나오키
7. サヨナラ僕の街 / 안녕 나의 거리
작사·작곡·편곡: 와타리 카즈히사(from 후미도)
8. HIGHWAY
작사: PA-NON / 작곡: 이하시 나루야 / 편곡: 후나야마 모토키
9. POWER OF EARTH
작사: RYOKa / 작곡: Ole Jorgen Olsen, Thomas Who / 편곡: 치노 요시히코
10. 四季彩 / 사계절의 색채
작사: 이타바시 카나오 / 작곡: 아가츠마 히로미츠 / 편곡: 키무라 아츠시
11. 片想いの小さな恋 / 짝사랑의 작은 사랑
작사: zopp / 작곡: 키타노 마사토 / 편곡: 오츠보 나오키
12. アイアイ傘 / 같이 쓴 우산
작사: zopp / 작곡: 이토 신타로 / 편곡: h-wonder

### 통상반
1. ミソスープ / 미소수프
2. キッス～帰り道のラブソング～ / 키스~돌아오는 길의 러브송~
3. たったひとつだけ / 단 하나만
4. 夏への扉 / 여름으로의 문
5. What's going on？
6. くしゃみ / 재채기
7. サヨナラ僕の街 / 안녕 나의 거리
8. HIGHWAY
9. POWER OF EARTH
10. 四季彩 / 사계절의 색채
11. 片想いの小さな恋 / 짝사랑의 작은 사랑
12. アイアイ傘 / 같이 쓴 우산
13. 雨のち晴れ / 비온 뒤 갬
작사 : zoop / 작곡·편곡: Shusui, Fredrik Hult, Per Nylin
14. チキンボーヤ / 서툰 소년
작사 : 마스다 타카히사 / 작곡: 테고시 유야 / 편곡: 나카노 유타
15. Miso Soup